# 长坡镇 (琼海市)
长坡镇是中华人民共和国海南省琼海市下辖的一个镇。

## 行政区划
长坡镇下辖以下村级行政区划单位：
文子村、椰林村、欧村、青葛村、长坡村、社学村、福头村、孟文村、牛角村、良玖村、东塘村、多玉村、渔业村、伍园村、礼昌村、福石岭村、陈村、黄号村、烟塘村、大头坡村和长山园村。